# Федосино (Владимирская область)
Федосино — упразднённая деревня в Вязниковском районе Владимирской области России.

## География
Урочище находится в северо-восточной части области, в зоне хвойно-широколиственных лесов, в пределах Волжско-Окского междуречья, на правом берегу реки Вондух (левый приток Тетруха), на расстоянии 23 километров (по прямой) к юго-западу от города Вязники, административного центра района.

### Климат
Климат характеризуется как умеренно континентальный. Средняя температура воздуха самого холодного месяца (января) — −11,1 °C (абсолютный минимум — −48 °С), средняя максимальная температура воздуха (июля) — +23,3 °С (абсолютный максимум — +37 °С). Годовое количество атмосферных осадков составляет около 607 мм, из которых 413 мм выпадает в период с апреля по октябрь.

## История
В «Списке населенных мест Владимирской губернии по сведениям 1859 года» населённый пункт упомянут как владельческая деревня Федосьино Судогодского уезда, расположенная при пруде, в 68 верстах от уездного города. В деревне насчитывалось 17 дворов и проживало 133 человека (65 мужчин и 68 женщин).
По состоянию на 1905 год, в Федосьине имелось 28 дворов и проживало 160 человек. В административном отношении деревня входила в состав Больше-Григоровской волости.
По данным 1926 года, в деревне имелось 33 крестьянских хозяйства и проживало 156 человек (73 мужчины и 83 женщины). Являлась частью Крюковского сельсовета.
На момент упразднения входила в состав Шатневского сельсовета Вязниковского района. Упразднена решением облисполкома № 329 от 2 апреля 1973 года как фактически не существующая.